# Liceo Francés Internacional de Alicante
Lycée Français d'Alicante Pierre Deschamps [fr] (LFA; en francés: Lycée Français d'Alicante) es un colegio internacional francés en Campello, provincia de Alicante, España. Enseñan desde maternelle / educación infantil (preescolar) hasta lycée / bachillerato.
En 2016, el colegio, adyacente a Villa Marco, tenía alrededor de 1300 estudiantes. El campus es 20 hectáreas de amplio.
La Escuela Francesa Pablo Picasso, un anexo del Lycée Français International d'Alicante, se encontraba en Benidorm .  Estaba dentro del complejo Finca Barrina - Norte. La escuela  cerró en 2018.

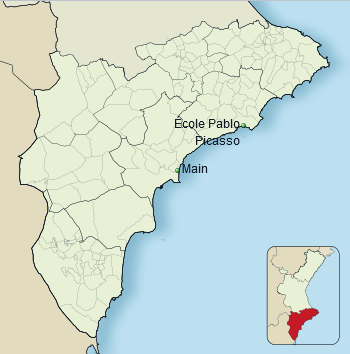
Ubicación actual del Liceo Francés Internacional de Alicante y antigua ubicación del Liceo de benidorm

## Historia
La escuela, que se inauguró en 1962, fue fundada por personas pied-noir que abandonaron Argelia. A raíz de la Independencia de Argelia, un gran número de pied-noirs se establecieron en Alicante, lo que condujo al establecimiento de la nueva escuela francesa. 
Inicialmente se encontraba en el interior de un edificio de viviendas de la calle San Vicente. Hasta 1965 la escuela ocupó un edificio en Alicante. Ese año se mudó a otro edificio en Vistahermosa, Alicante. En 1970 se traslada de nuevo a la Albufereta, Alicante. Varios pied-noirs se habían mudado a la Albufereta; 65 de ellos vivían allí en 1965. En 2001, los francófonos tenían mucha influencia en la Albufereta y el francés era una lengua común allí.
En 2005 el colegio se trasladó a su ubicación actual en El Campello.